# Guerra Suja na Argentina

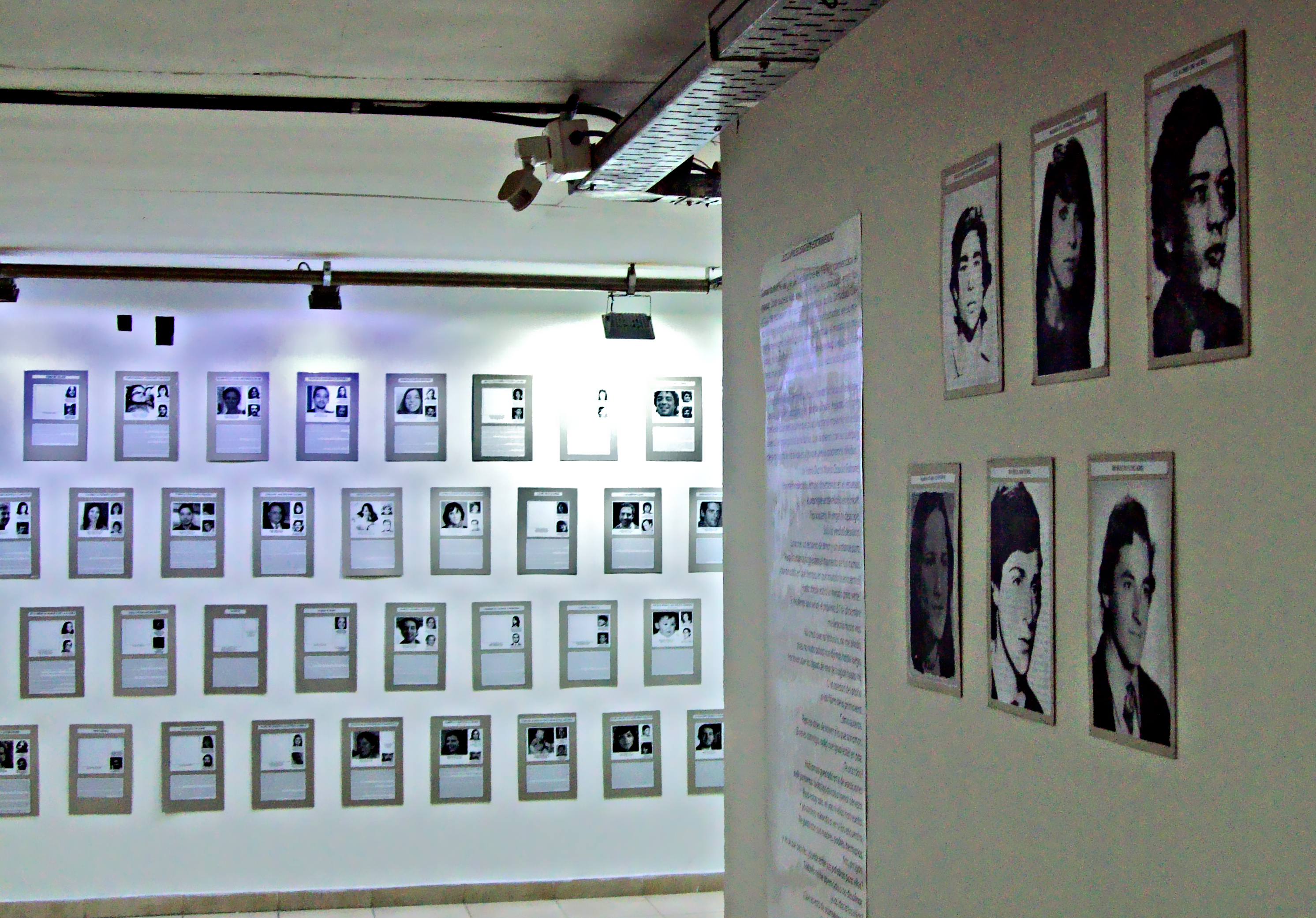
Fotografias de vítimas da ditadura argentina

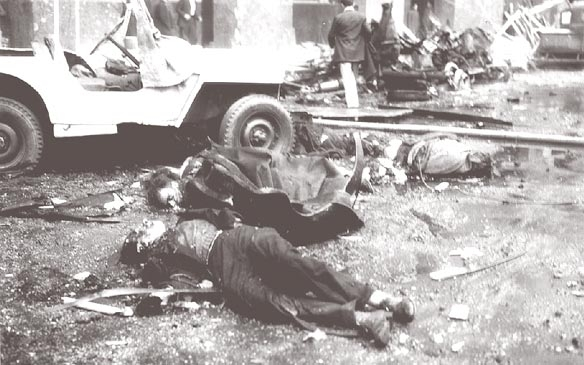
Argentinos mortos no Bombardeio da Praça de Maio.

Guerra Suja na Argentina ou Guerra Suja (em espanhol: Guerra Sucia) (1976-1983) foi o regime adotado em meio a ditadura militar argentina, caracterizado por violência indiscriminada, perseguições, tortura, terrorismo de Estado, desaparecimentos forçados etc. Conhecido também como Processo de Reorganização Nacional segundo a ditadura, foi marcado por várias mortes, desaparecimentos e pelos voos da morte, em que pessoas eram jogadas ao mar vivas.
Vítimas da violência incluíram vários milhares de ativistas de esquerda, incluindo sindicalistas, estudantes, jornalistas, marxistas e os guerrilheiros peronistas e simpatizantes. Cerca de 10 mil desaparecidos sob a forma dos Montoneros, guerrilheiros do Exército Revolucionário do Povo (ERP) foram mortos. As estimativas para o número de pessoas que foram mortas ou "desapareceram" variam de 9 000 a 30 000.
A denominação refere-se ao caráter informal de confronto entre os militares - desligados da autoridade civil -, contra os civis e muitas organizações guerrilheiras, que em qualquer momento foi considerado uma explícita guerra civil. O uso sistemático da violência e sua extensão contra alvos civis no âmbito da tomada de poder político e burocrático por parte das forças armadas, determinou a imediata suspensão dos direitos constitucionais e conduziu à aplicação de táticas de guerra irregular e procedimentos a toda população.
No entanto, a sua designação como uma "guerra" é contestada por algumas organizações políticas e dos direitos humanos, argumentando que se trata de um argumento original pelo regime militar para justificar a repressão indiscriminada. Uma das considerações tidas em conta é a disparidade de vítimas de ambos os lados, o que torna inadequada a definição de "guerra", ao invés, a jurisprudência moderna da Argentina, definiu-a como "genocídio".
O terrorismo de Estado foi realizado principalmente pela ditadura militar de Jorge Rafael Videla, como parte da Operação Condor, um plano patrocinado pelo governo dos Estados Unidos na época (assim como o FBI e a CIA) para realizar vários golpes de Estado na América do Sul. No entanto, os atos de repressão, tortura e os assassinatos continuaram depois até o retorno ao regime civil em 1983.
A cronologia exata da repressão ainda está em discussão, no entanto, como os sindicalistas foram alvo de assassinato em 1973, e casos isolados de violência patrocinada pelo Estado contra o peronismo e à esquerda pode ser rastreado pelo menos ao bombardeio da Plaza de Mayo na década de 1950. O Massacre de Trelew de 1972, as ações da Aliança Anticomunista Argentina desde 1973 e os "decretos de aniquilação" de Isabel Martínez de Perón contra os guerrilheiros de esquerda durante o Operativo Independencia em 1975, tem sido sugerido como datas para o início da guerra suja.